# فرانک کاستلمن
فرانک کاستلمن (انگلیسی: Frank Castleman; ۱۷ مارس ۱۸۷۷ – ۹ اکتبر ۱۹۴۶) بازیکن بیسبال، سرمربی (بسکتبال)، ورزشکار دو و میدانی، و بازیکن فوتبال آمریکایی اهل ایالات متحده آمریکا بود.